# Lipnik (gemeente)
De gemeente Lipnik is een landgemeente in het Poolse woiwodschap Święty Krzyż, in powiat Opatowski.
De zetel van de gemeente is in Lipnik.
Op 30 juni 2004 telde de gemeente 5855 inwoners.

## Oppervlakte gegevens
In 2002 bedroeg de totale oppervlakte van gemeente Lipnik 81,7 km², waarvan:
- agrarisch gebied: 89%
- bossen: 4%

De gemeente beslaat 8,96% van de totale oppervlakte van de powiat.

## Demografie
Stand op 30 juni 2004:
| Omschrijving                   | Totaal | Totaal | Vrouwen | Vrouwen | Mannen | Mannen |
| ------------------------------ | ------ | ------ | ------- | ------- | ------ | ------ |
| eenheid                        | aantal | %      | aantal  | %       | aantal | %      |
| inwoners                       | 5855   | 100    | 2959    | 50,5    | 2896   | 49,5   |
| bevolkingsdichtheid (inw./km²) | 71,7   | 71,7   | 36,2    | 36,2    | 35,4   | 35,4   |

In 2002 bedroeg het gemiddelde inkomen per inwoner 1145,66 zł.

## Administratieve plaatsen (sołectwo)
Adamów, Grocholice, Gołębiów, Kaczyce, Kurów, Leszczków, Lipnik, Łownica, Malice Kościelne, Malżyn, Męczennice, Międzygórz, Słabuszewice, Słoptów, Sternalice, Studzianki, Swojków, Włostów, Ublinek, Usarzów, Zachoinie, Żurawniki.

## Aangrenzende gemeenten
Iwaniska, Klimontów, Obrazów, Opatów, Wilczyce, Wojciechowice